# Nina Miranda (Sängerin, 1925)

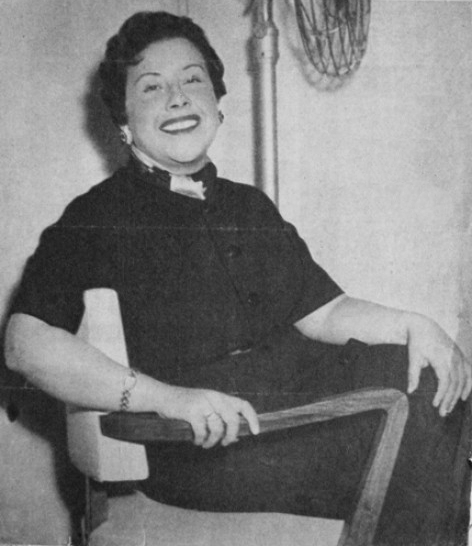
Nina Miranda (1950)

Nina Miranda, bürgerlicher Name Nelly María Hunter Fernández, (* 8. November 1925 in La Aguada, Montevideo, Uruguay; † 1. Januar 2012 in Buenos Aires, Argentinien) war eine uruguayische Sängerin.

## Leben
Miranda wurde im montevideanischen Barrio La Aguada in der calle José L.Terra geboren und wuchs dort in den ersten neun Lebensjahren auf, bevor sie mit ihren Eltern nach Cerrito de la Victoria zog. Ihren tatsächlichen Namen Nelly María Hunter Fernández änderte sie, entlehnt an eine von der Schauspielerin Libertad Lamarque verkörperte Figur aus dem Film Puerta cerrada, später in ihren Künstlernamen. Bereits im Alter von 15 Jahren trat sie dann unter dem Namen Nina Miranda bei einem Gesangswettbewerb an. Es folgten schon bald Auftritte in Brasilien in Begleitung der Las Golondrinas sowie in den Sendern Radio El Espectador und Radio Centenario.
Miranda nahm im Laufe ihrer kurzen Karriere, in der sie in den 1950er Jahren Erfolge in Uruguay und Argentinien feierte, 68 Titel auf Platte auf. Davon war sie auf 32 gemeinsam mit Donato Racciatti und auf 30 an der Seite von Graciano Gómez und Alberto Córdoba zu hören. Bei weiteren fünf wirkte Juan Cao und bei einer Esteban Martínez mit. Teilweise sang sie dabei im Duo mit Roberto Lister und Víctor Ruiz. Die Plattenaufnahmen erfolgten insbesondere beim Label Odeón. Einer ihrer großen Erfolge war unter anderem ihre Interpretation des Tango Maula. Überdies komponierte sie die Tangos Canción para mi amor (mit Abel Aznar) und No hagas caso de la gente (gemeinsam mit Néstor D’Alessandro). Mit dem Orchester Lucio Demares sang sie zudem 1955 im Radio Belgrano und in der Folge bei Radio Splendid. Bei dieser Gelegenheit lernte sie ihren späteren Ehemann kennen. Ihre Gesangskarriere gab sie sodann, vor die Wahl gestellt "Der Tango oder ich", für ihren Februar 2006 verstorbenen Ehemann, einen einflussreichen Industriellen, auf. Gegenüber der Nachrichtenagentur Télam äußerte sie diesbezüglich später im Interview, dass die Liebe stärker gewesen sei. In Buenos Aires lebend, starb sie am Neujahrstag 2012 im Alter von 86 Jahren an einer unheilbaren Krankheit.